# Ózdi járás
A Ózdi járás Borsod-Abaúj-Zemplén vármegyéhez tartozó járás Magyarországon, amely 2013-ban jött létre. Székhelye Ózd. Területe 385,57 km², népessége 52 732 fő, népsűrűsége 137 fő/km² volt a 2012. évi adatok szerint. Két város (Ózd és Borsodnádasd) és 15 község tartozik hozzá.
Az Ózdi járás a járások 1983-as megszüntetése előtt is mindvégig létezett, és székhelye az állandó járási székhelyek kijelölése (1886) óta végig Ózd volt.

## Települései
| Település         | Rang (2013. július 15.) | Kistérség (2013. január 1.) | Népesség (2012. január 1.) | Terület (km²) |
| ----------------- | ----------------------- | --------------------------- | -------------------------- | ------------- |
| Ózd               | járásszékhely város     | Ózdi                        | 33 750                     | 91,65         |
| Borsodnádasd      | város                   | Ózdi                        | 3 007                      | 28,08         |
| Arló              | nagyközség              | Ózdi                        | 3 686                      | 46,87         |
| Borsodbóta        | község                  | Ózdi                        | 857                        | 8,13          |
| Borsodszentgyörgy | község                  | Ózdi                        | 1 135                      | 21,52         |
| Bükkmogyorósd     | község                  | Ózdi                        | 119                        | 9,9           |
| Csernely          | község                  | Ózdi                        | 806                        | 20,62         |
| Csokvaomány       | község                  | Ózdi                        | 843                        | 15            |
| Domaháza          | község                  | Ózdi                        | 816                        | 28,83         |
| Farkaslyuk        | község                  | Ózdi                        | 1 759                      | 5,64          |
| Hangony           | község                  | Ózdi                        | 1 480                      | 39,14         |
| Járdánháza        | község                  | Ózdi                        | 1 792                      | 11,24         |
| Kissikátor        | község                  | Ózdi                        | 312                        | 10,37         |
| Lénárddaróc       | község                  | Ózdi                        | 289                        | 5,16          |
| Nekézseny         | község                  | Ózdi                        | 735                        | 14,1          |
| Sáta              | község                  | Ózdi                        | 1 037                      | 16,51         |
| Uppony            | község                  | Ózdi                        | 309                        | 12,81         |